# Eje de transmisión

Animación de un árbol de transmisión cardánico

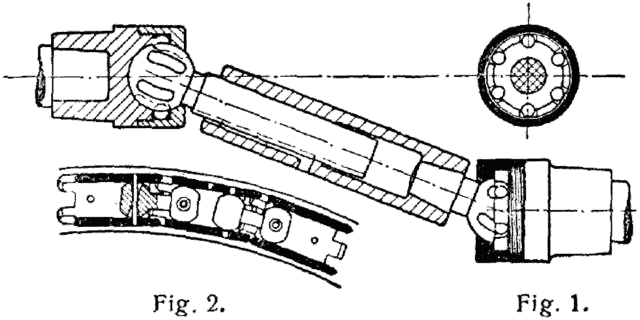
Árbol de transmisión

En ingeniería mecánica se conoce como eje de transmisión a todo objeto axisimétrico especialmente diseñado para transmitir potencia. Estos elementos de máquinas constituyen una parte fundamental de las transmisiones mecánicas y son ampliamente utilizados en una gran diversidad de máquinas debido a su relativa simplicidad.   
Un árbol de transmisión es un eje que transmite un esfuerzo motor y está sometido a solicitaciones de torsión debido a la transmisión de un par de fuerzas y puede estar sometido a otros tipos de solicitaciones mecánicas al mismo tiempo.

## Generalidades sobre el diseño

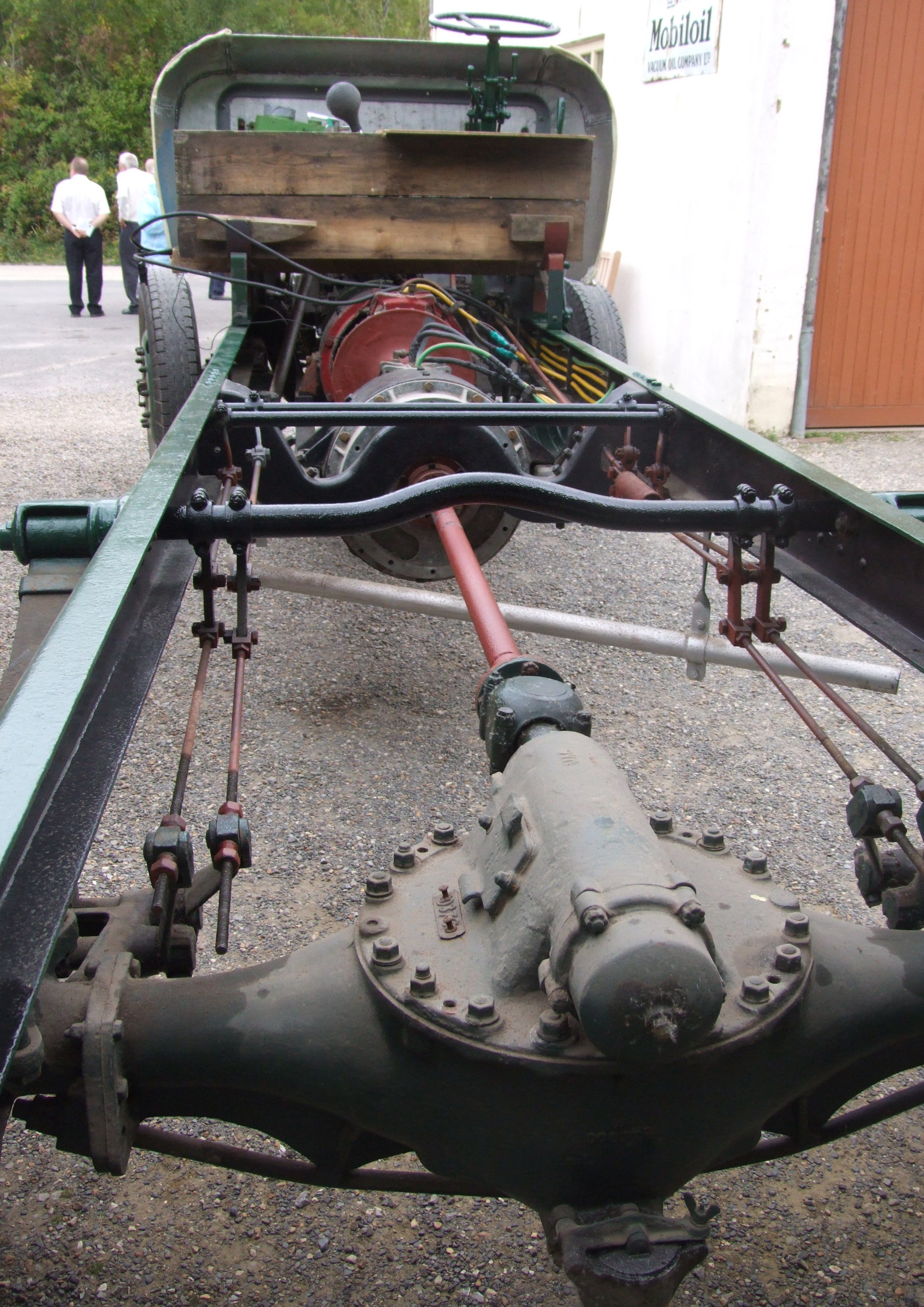
Barra de transmisión
(en color rojo)

En general, existen tres parámetros fundamentales para el diseño de los árboles de transmisión: su resistencia, su rigidez y su inercia de rotación.

### Resistencia
- Esfuerzos y resistencia: Son funciones de la geometría local, como los concentradores de esfuerzos y de la distribución de las fuerzas, además de las fallas por fatiga.

Debe ser suficientemente resistente como para soportar las tensiones mecánicas.

### Rigidez
- Deflexiones y rigidez: Son funciones de la geometría del árbol y de las deformaciones sufridas debido al estado de esfuerzos .

### Inercia
En el diseño de un árbol de transmisión se ha de tener en cuenta que este no tenga demasiada inercia, pues, de manera similar a la masa en un movimiento rectilíneo, la inercia supone una oposición a las variaciones de su velocidad angular, acumulando energía cinética y variando su momento angular.
{\displaystyle T_{e}-T_{s}=I*\alpha }
donde Te es el par de entrada que se comunica al árbol, Ts es el par de salida que el árbol comunica al mecanismo conducido por él, I es la inercia y α es el la aceleración angular

## Métodos de diseño
Así el diseñador puede seguir dos rutas fundamentales para la proyectación de un árbol:
- Diseñar para la resistencia y luego verificar las deformaciones.
- Diseñar para las deformaciones y luego verificar las resistencias.

## Ejes o árboles de transmisión en automoción

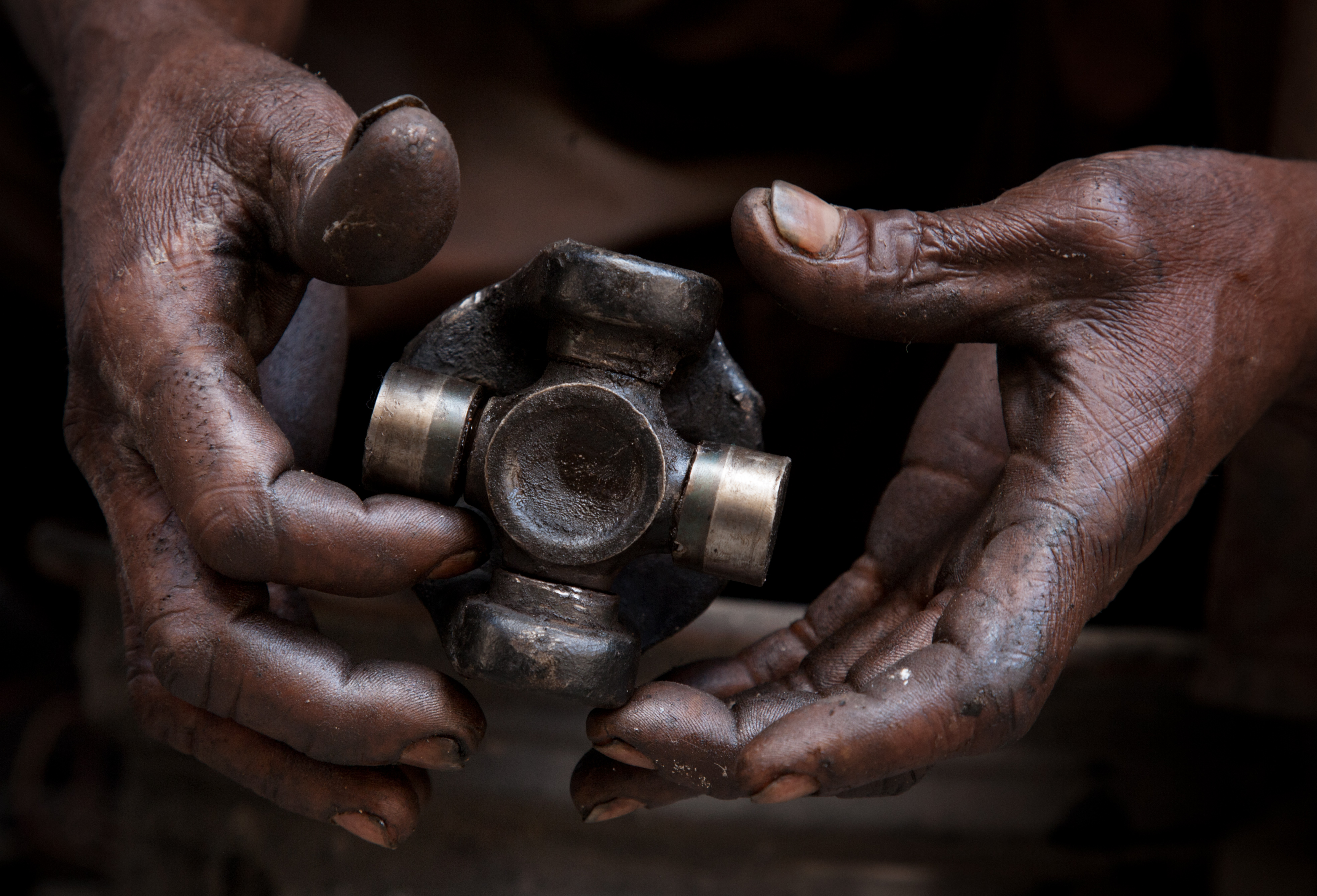
Mecánico sosteniendo un eje de transmisión.

### Ejes de transmisión en vehículos
En la actualidad, la mayoría de los automóviles usan ejes de transmisión rígidos para transmitir la fuerza del tubo de transmisión a las ruedas. Normalmente se usan dos palieres o semiárboles de transmisión para transferir la fuerza desde un diferencial central, un tubo de transmisión o un transeje a las ruedas.

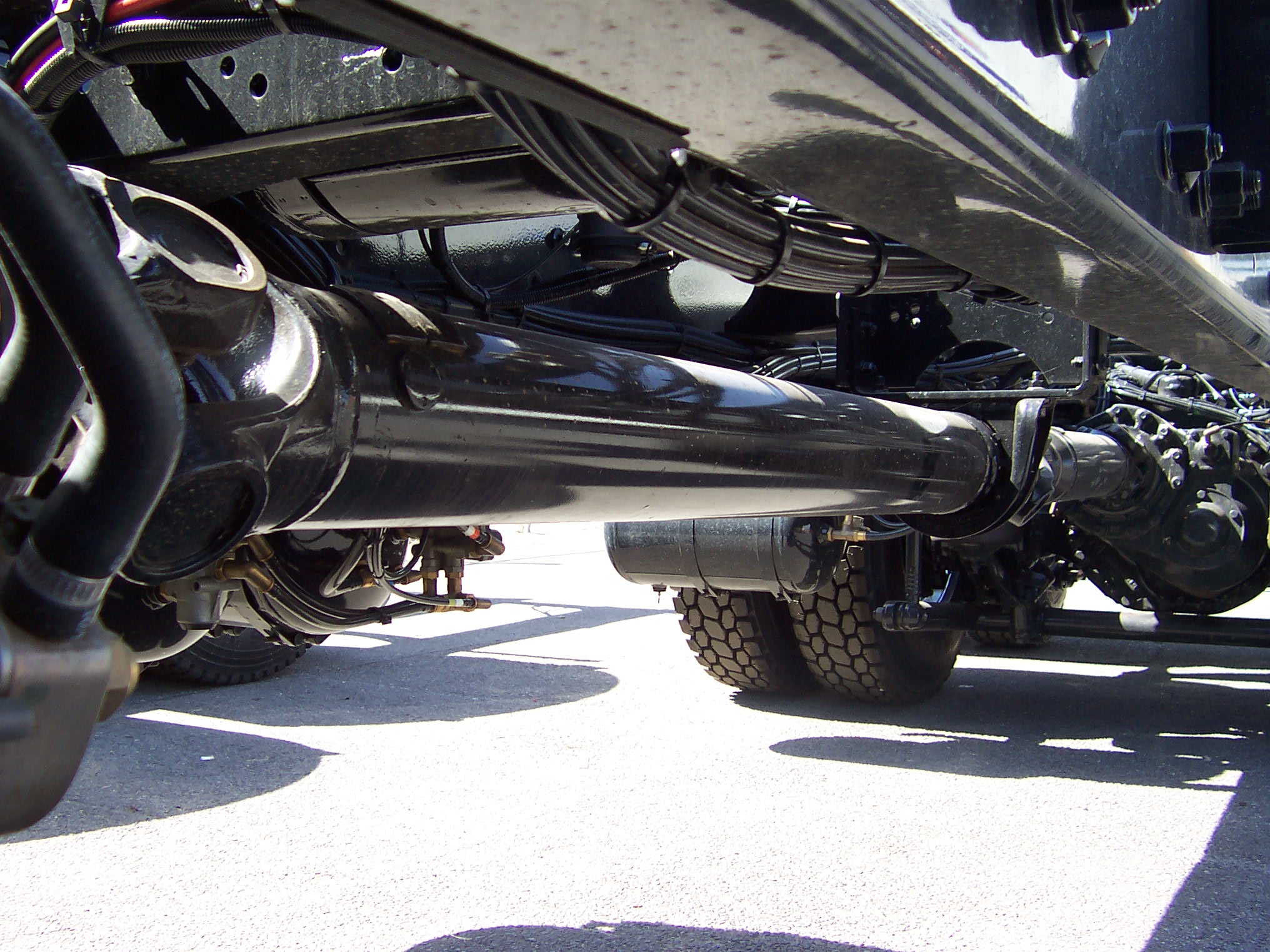
Un árbol de transmisión doble de un camión.

En los vehículos con motor delantero y propulsión trasera, hace falta un eje de transmisión más largo para trasladar la fuerza a lo largo del vehículo. Hay dos sistemas principales: El tubo de empuje, con una junta universal, y el accionamiento Hotchkiss, con dos o más juntas. Este sistema fue conocido como el sistema Panhard después de que la compañía de automóviles, Panhard et Levassor lo patentara.
Los primeros automóviles usaban a menudo mecanismos de transmisión de cadena o de correa antes que un árbol de transmisión. Algunos usaban generadores eléctricos y motores para transmitir la fuerza a las ruedas.
El término “driveshaft” en inglés americano se refiere a cualquier eje que transmite el par motor a las ruedas. En inglés británico, sin embargo, “driveshaft” se referiría al eje transversal, especialmente el delantero, que transmite la potencia a las ruedas. Al que conecta la caja de cambios con el puente trasero, se le llamaría “propeller shaft”. Finalmente, el término “halfshaft” se refiere a un palier o semiárbol de transmisión.

### Ejes de transmisión en motocicletas

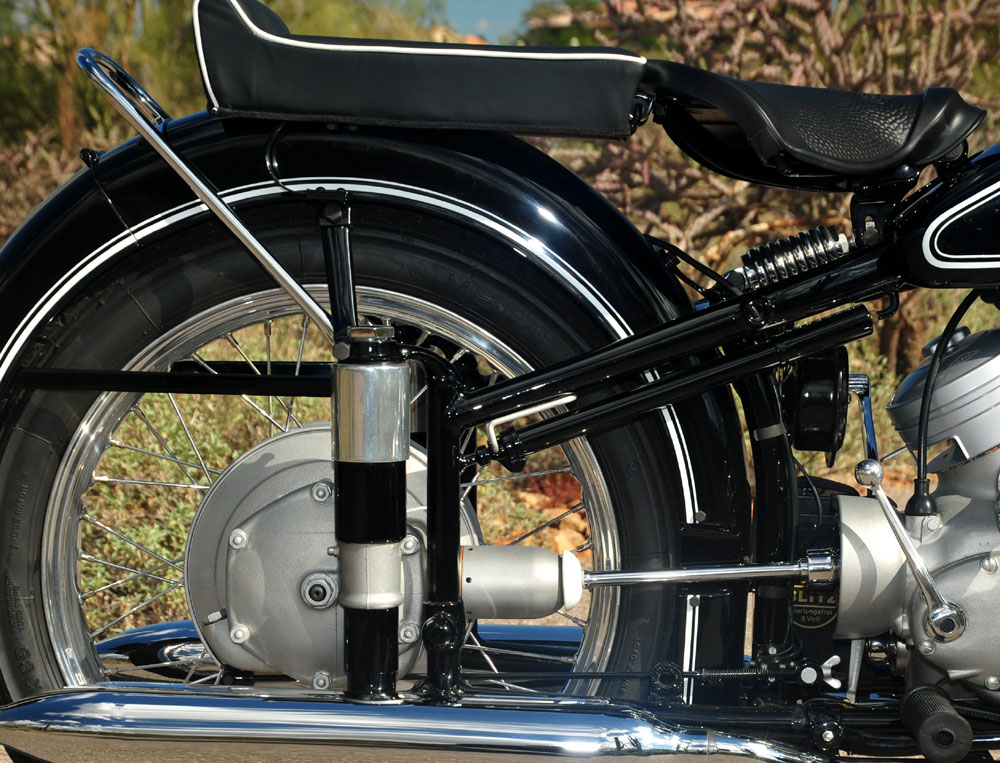
Transmisión cardán en una motocicleta BMW R 68

Los ejes de transmisión han sido usados en las motocicletas, prácticamente desde que estas han existido. Los árboles de transmisión se presentan, frente a las transmisiones de cadena o de correa, como una alternativa relativamente libre de mantenimiento y de mayor duración de vida. Una de las desventajas del eje de transmisión en una motocicleta es que hace falta un sistema de engranajes para girar 90° la potencia desde el árbol a la rueda trasera, perdiéndose algo de potencia en el proceso. Por otro lado, es más fácil proteger las uniones del árbol y los cambios de la arena, el polvo y el barro
El fabricante de motocicletas con árbol de transmisión más conocido es BMW, desde 1923. Entre los fabricantes actuales, Moto Guzzi es también muy conocido por sus motocicletas con árboles de transmisión. También han producido motocicletas con árboles de transmisión la compañía inglesa Triumph Rocket III y las japonesas Honda, Suzuki, Kawasaki y Yamaha.
El primer uso de un árbol de transmisión en una motocicleta todoterreno fue en las series Tote Gote. Usaba un eje recto que accionaba un tornillo sin fin, que hacía girar un engranaje. La cubierta exterior era de aluminio, sujetada por dos casquillos de caucho. El motor mira hacia delante en el bastidor.
Los motores dispuestos longitudinalmente y paralelos al bastidor, como el Flat-twin, se usan a menudo para motocicletas con árbol de transmisión. Esto requiere solo un giro de 90° y no dos, para transmitir la potencia. Moto Guzzi, BMW, Triumph, y Honda usan esta configuración de motor.
Estas motocicletas están sujetas al efecto de eje, que hace que el chasis se levante cuando se aplica la fuerza. Esto está contrarrestado en sistemas como el Paralever de BMW, el CARC de Moto Guzzi y el Tetralever de Kawasaki.

### Ejes de transmisión en el mundo naval
En un barco a motor, el eje de transmisión generalmente conecta la transmisión dentro del navío directamente a la hélice, pasando a través del prensaestopas del eje u otro sello hasta el punto en el que sale del casco (embarcación).
El eje de transmisión de un barco también está sujeto a fenómenos físicos de compresión cuando la hélice hace avanzar la nave y tensión cuando retrocede.
En la industria naval también se usan juntas Cardan entre la transmisión y la caja de cambios de la hélice o las máquinas de chorro de agua.

### Ejes de transmisión en bicicletas

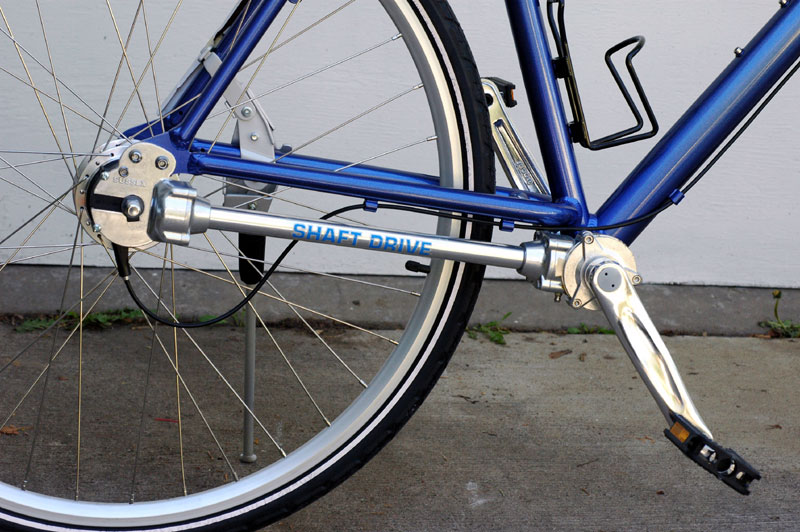
Bicicleta con transmisión cardán

El árbol de transmisión ha sido siempre una alternativa a la transmisión de cadena durante el pasado siglo, aunque nunca ha llegado a ser muy popular. Las bicicletas con eje de transmisión se conocen como "sin cadena". Un eje de transmisión posee varias ventajas y desventajas cuando se aplica a una bicicleta.

#### Ventajas
- Menos probabilidad de romperse o atascarse, un problema común con las bicicletas con transmisión de cadena.
- El uso de un sistema de engranajes ofrece un movimiento de pedalada más constante y suave.
- El conductor no se ensucia con la grasa de la cadena o se lesiona porque se engancha la cadena, lo que ocurre cuando la ropa o incluso una parte del cuerpo es atrapada entre la cadena y el plato o los piñones.
- Menor mantenimiento que un sistema de cadena cuando el árbol de transmisión está encerrado en un tubo, lo más común.
- Un rendimiento más constante. La compañía Dynamic Bicycles afirma que una bicicleta con árbol de transmisión proporciona un 94% de eficiencia donde una bicicleta con transmisión por cadena ofrece entre un 75% y un 97% dependiendo de su estado.
- Mayor visión: sin un desviador u otros mecanismos colgantes, la bicicleta ofrece el doble de visión del suelo.
- Para las compañías de alquiler de bicicletas, estás bicicletas son menos proclives a ser robadas ya que la transmisión no es estándar y no pasan desapercibidas. Este tipo de bicicleta se usa en la mayoría de las grandes ciudades de Europa donde ha habido grandes proyectos municipales de alquiler de bicis, financiados con dinero público.

#### Desventajas
- Un eje de transmisión pesa más que un sistema de cadena, normalmente entre medio y un kilogramo más.
- Con un mantenimiento óptimo, la cadena ofrece una eficiencia mayor.
- Muchas de las ventajas propuestas por los defensores del árbol de transmisión se pueden conseguir en las bicicletas de transmisión con una cubierta de plástico o metal sobre la cadena y las marchas.
- El uso de un desviador ligero y con un gran número de marchas es imposible, aunque se puede usar un sistema de cubos.
- Quitar la rueda es muy complicado en algunos diseños (como lo es en las bicicletas de cadena con sistema de cubos).